# Kleinkastell am Hinteren Seeberg
Das Kleinkastell am Hinteren Seeberg war eine römische Fortifikation des Rätischen Limes, der im Jahre 2005 den Status des UNESCO-Weltkulturerbes erlangte. Das Kleinkastell wurde dicht an der römischen Reichsgrenze errichtet und befindet sich heute auf der Gemarkungsfläche von Schamhaupten, einem Ortsteil der Gemeinde Altmannstein im Landkreis Eichstätt, Bayern.

## Lage und Forschungsgeschichte

Lage zum Limes

Das Kastell und sein weiteres Umland

Das Lager liegt auf einer Höhe von rund 440 Meter am Ostrand des Steinsdorfer Grundes, einem Trockental, rund 30 Meter hinter der Limesmauer entfernt. Wenige Meter östlich der Anlage soll der kaum untersuchte und vom ORL hier verortete Wachturm Wp 15/22 gelegen haben. Das nächstliegende Kleinkastell Güßgraben war rund 2,5 Kilometer in nordwestlicher Richtung entfernt. Das Kleinkastell am Hinteren Seeberg wurde von der Reichs-Limeskommission (RLK) erstmals ergraben. Falls sich Wp 15/22 tatsächlich am gleichen Ort befunden hat, konnte vom Kastell aus nur über den vermuteten Wachturm Wp 15/21, der in rund 480 Meter Höhe auf der gegenüberliegenden, westlichen Talseite gelegen haben soll, Verbindung mit der Limesturmkette entlang der Rätischen Mauer aufgenommen werden. In der Forschung wird daher als weiterer möglicher Standort von Wp 15/22 auch ein rund 300 Meter höher gelegener Punkt an einem Limesknick besprochen, der noch am östlichen Aufstieg zum Hinteren Seeberg lag. Hier fand bereits der damalige Streckenkommissar der Reichs-Limeskommission eine rechteckige, zwei Meter tiefe Grube. Vorteil dieses Standorts wäre unter anderem gewesen, dass das tiefer gelegene Kleinkastell am Hinteren Seeberg Sichtverbindung zur Turmkette nicht nur nach Westen, sondern auch nach Osten gehabt hätte. Die tiefe Lage des Kleinkastells im Talgrund könnte ein Hinweis darauf sein, dass hier, ebenso wie im nächstgelegenen westlichen Tal, ein antiker Limesdurchgang war, der überwacht werden musste.

## Baugeschichte

Grundriss des Kleinkastells

Die archäologischen Sondierungen im Kastell beschränkten sich bisher lediglich auf Erkenntnisse zu seiner Gesamtgröße und einige wenige Schnitte im Inneren. Es wurde festgestellt, dass das kleine, in Stein ausgebaute Lager einen quadratischen Grundriss von 17 × 17 Metern und der erhaltene Wall eine Breite von rund 1,5 Metern besitzt. Im Westen und Osten konnten zwei Tore festgestellt werden, die nach innen und außen hervorspringende Wangen besaßen. Die Innenbebauung war höchstwahrscheinlich in Holzbauweise errichtet worden.
Es gibt Hinweise, die darauf deuten, dass in der Nähe Eisenerzgewinnung betrieben wurde.
Kleinkastelle gehörten neben den Türmen zu den wesentlichen Stützpunkten der römischen Truppe direkt hinter dem Limes. Ihre konkrete Nutzung ist in der Regel jedoch unbekannt.

## Nachkastellzeitliche Nutzung
Neben anderen Kleinteilen wurden hier, wie bei dem Heiligtum am Weinberg bei Eining, eigentümliche frühmittelalterliche Eisenkreuze aufgefunden. Gleiche Befunde gab es auch in den ehemaligen römischen Thermen von Bad Göggingen. Dort wurde ein früher christlicher Kultbau des 7. Jahrhunderts entdeckt, zu dem ebenfalls diese meist eisernen Kreuze gehörten. Damit war eine zweifelsfreie Altersbestimmung dieser christlichen Symbole möglich. Es zeigte sich, dass einige antike Stätten, die im 7. Jahrhundert noch in einem mehr oder minder guten Zustand erhalten waren, als Orte der christlichen Religionsausübung genutzt wurden. Die Archäologen Thomas Fischer und Konrad Spindler könnten sich sogar vorstellen, dass diese frühen christlichen Zeugnisse vor der allgemeinen Missionierung auf ein Überleben der romanischen Restbevölkerung hindeuten, auch wenn zu dieser Zeit die letzten Kastelle schon sehr lange verlassen waren.

## Limesverlauf ab dem Kleinkastell am Hinteren Seeberg
| ORL           | Name/Ort                         | Beschreibung/Zustand |
| ------------- | -------------------------------- | --- |
| KK            | Kleinkastell am hinteren Seeberg | siehe oben |
| Wp 15/22      | „Hinterer Seeberg“               | An diesem Punkt zieht der nur sehr flach erhaltene Schuttwall des Limes, der in diesem Bereich auch Teufelsmauer genannt wird, nach Südosten. Der offenbar rund 30 Meter hinter der Limesmauer gelegene Wp 15/22 wurde nur unzureichend ergraben und ist heute nicht mehr zu sehen. Sein genauer Standort wird heute erneut diskutiert. Der Archäologe Wilhelm Schleiermacher hatte noch 1959 berichtet, dass fast zwei Meter hinter der raetischen Mauer „die stark ausgebrochenen Reste eines kleinen Steinturmes“ lagen. Der Turm bot nach Meinung des ORL in seiner tiefen Lage am Osthang des Hinteren Seebergs seiner Wachmannschaft keine weite Fernsicht und war offenbar insbesondere zur Überwachung des Steinsdorfer Grundes errichtet worden. Die Wachmannschaften konnten im Westen zu dem rund 30 Meter höher gelegenen Wp 15/21 auf der anderen Seite des schmalen Tales hinaufblicken und nach dorthin Signale senden. Kontakt zu dem östlicher gelegenen Wp 15/23, der weiter zurückgesetzt nahe am höchsten Punkt des Hinteren Seebergs stand, konnte es aus topographischen Gründen nicht geben. Sichtverbindung bestand zu dem nahen Kleinkastell am Hinteren Seeberg. In der Forschung wird als weiterer möglicher Standort von Wp 15/22 auch ein rund 300 Meter höher gelegener Punkt an einem Limesknick besprochen, der noch am östlichen Aufstieg zum Hinteren Seeberg lag. Hier fand bereits der damalige Streckenkommissar der RLK eine rechteckige, zwei Meter tiefe Grube. Vorteil dieses Standorts wäre die Sichtverbindung nicht nur nach Westen, sondern auch zum höher gelegenen östlichen Wp 15/23 gewesen. |
| Wp 15/23      | „Hinterer Seeberg“               | Kurz vor dem letzten Anstieg zum höchsten Punkt des Hinteren Seebergs auf 492 Höhenmetern macht der sich sanft im Gelände abhebende römische Grenzwall einen deutlichen Knick und orientiert sich dabei bis Wp 15/27 in leicht nordöstliche Richtung. Im obersten Bereich der Bergkuppe ist der topographisch günstige Wachturmstandort durch die RLK nachgewiesen worden. Der ältere Holzturmhügel mit Ringgraben blieb in einem guten Zustand erhalten und wird von der im ersten Jahrzehnt des 3. Jahrhunderts errichteten Limesmauer überlagert. In seinem Inneren waren noch die vier tragenden Eckpfostengruben zu beobachten. Weniger deutlich sichtbar ist heute das östlich gelegene, 7,4 × 6,75 Meter umfassende Steinturmfundament, an das die später errichtete Limesmauer angebaut worden ist. Die Palisade lag an dieser Wachturmstelle etwas vor der Raetischen Mauer. Für den Archäologen Dietwulf Baatz stellte sich 1993 der Steinturm als Schutthügel dar. |
| Wp 15/24      |                                  | Die Turmstelle wird nur vermutet. Der flache Schuttwall des Limes ist im Gelände zu erkennen. |
| Wp 15/25      | „Kesselberg“                     | Der sich leicht im Gelände abzeichnende Limeswall schneidet in diesem Bereich den Südhang des nördlich aufragenden, 497 Meter hohen Kesselberges. Nachdem der Wall den nachgewiesenen Standort des rund 462 Meter hoch gelegenen Wp 15/25 passiert hat, stößt er an den Steilhang hinab in das Schambachtal. Weder im Hangbereich noch im Talgrund sind sichtbare Spuren der Teufelsmauer erhalten geblieben. Der Holzturmhügel wird von der Limesmauer geschnitten. Westlich dieses Platzes wurden die Fundamente des 4,5 × 3,6 Meter großen Steinturms freigelegt, an den die später errichtete Limesmauer angebaut worden ist. Der Verlauf der Palisade wurde an dieser Stelle durch die RLK nicht geklärt. Schleiermacher schrieb 1959: „Von Wp. 15/25 ist der Steinturm fast völlig verschwunden, der Hügel des Holzturmes jedoch noch gut sichtbar.“ |
| Wp 15/26      | „Schambachtal“                   | Diese Turmstelle, welche bereits zur Zeit der RLK von der Verbindungsstraße Schamhaupten nach Sandersdorf (heute Bundesstraße 299) teilweise überlagert wurde, befand sich im Talgrund der Schambach, die an dieser Stelle von Nordwesten nach Südosten in das ehemalige römische Reichsgebiet fließt. Das Flüsschen bildet in seinem weiteren Verlauf schon nach kurzer Zeit eine liegende S-Kurve, die im 90-Grad-Winkel nach Osten weist. Bereits am unteren Ende dieser Kurve verlässt die Schambach wieder römisches Gebiet, da der Limes in einem großen, von Westen nach Südosten laufenden Bogen nur einen kleinen Teil des Schambach-Nordufers für Rom sicherte. Westlich von Wp 15/26 lag auf dem Steilhang des Kesselbergs Wp 15/25, östlich, am anderen Ufer der Schambach, auf einer flach nach Süden auslaufenden Zunge des nördlich liegenden Mautberges wird Wp 15/27 vermutet. Zu diesen beiden höherliegenden Türmen bestand von Wp 15/26 aus Sichtverbindung. Wp 15/26 sicherte an seinem Platz den Übergang des Limes über die Schambach. Die RLK konnte keinen Holzturmhügel feststellen. Möglicherweise wurde dieser beim Straßenbau zerstört. Der heute nicht mehr sichtbare Steinturm war mit seiner Westhälfte bereits bei der Ausgrabung teilweise von der Straße verdeckt. An seiner östlichen Flanke zur Schambach hin ist den Ausgräbern der RLK offenbar kein fortsetzender Ansatz der Limesmauer aufgefallen. Die nachgewiesene hölzerne Palisade lief auch in diesem Bereich etwas vor der Mauer. Vom Limeswall ist in diesem Bereich schon zur Zeit der RLK nichts mehr erhalten gewesen. |
| Wp 15/27      |                                  | Die Turmstelle wird nur vermutet. Nur westlich des Turms hat sich ein kurzes Stück des Limesschuttwalls von einer Hecke bewachsen erhalten. |
| Wp 15/28      |                                  | Der heute nicht mehr sichtbare Wp 15/28 wurde nur teilweise ergraben. Er lag über dem Nordufer der Schambach, genau mittig in einem weiten Limesbogen, der einen Viertelkreis beschrieb. Seit einem Limesknick, der zwischen Wp 15/22 und Wp 15/23 am Hinteren Seeberg den Verlauf der Rätischen Mauer flach nach Nordosten lenkte, hatte sich die Richtung der Grenzanlage nicht verändert, bevor sie nach ihrer Schambachüberquerung bei Wp 15/26 auf den Limesbogen traf. Dort knickte die Teufelsmauer steil nach Südsüdosten ab, stieg in das Schambachtal hinab, überquerte das Flüsschen erneut, um anschließend zum vermuteten Standort von Wp 15/29 am südlichen Uferhang der Schambach zu gelangen. Hier änderte der Limes in einem weiten, sanften Bogen wieder deutlich seine Richtung und verlief nach Südosten. Wp 15/28 steht auf einer ausladenden Zunge des von Erosion verschliffenen, einiges weiter nördlich liegenden Mautberges. Diese Zunge ist von Westen nach Süden und Südosten in einem weiten Bogen durch die Schambach ausgeformt worden und wurde als einziger Bereich des Schambach-Nordufers von den antiken Geometern unter direkte römische Kontrolle gebracht. Die Gründe dafür sind bis heute noch nicht recht erklärbar. Wie an dem gesamten Limesbogen haben sich auch bei Wp 15/28 keine sichtbaren Reste der Limesmauer erhalten. |
| Wp 15/29      |                                  | Die Turmstelle wird nur vermutet. |
| Wp 15/30      | „Meßnerberg“ („Sollerner Äcker“) | Im Bereich des knapp 50 Meter hohen Anstiegs aus dem Schambachtal zum Meßnerberg, dort wo der Limes seinen Richtungswechsel nach Südosten abschließt, wird der Schuttwall der Teufelsmauer erstmals seit dem kleinen Teilstück bei Wp 15/27 wieder sichtbar. Wp 15/30 wurde an einem exponierten Standort auf der Kuppe des Meßnerberges auf rund 437 Meter Höhe errichtet. Von hier war eine Kontrolle des Grenzvorlandes sowie des unterhalb liegenden Schambachtals möglich. Außerdem konnten, wie am Limes üblich, die Nachbartürme mit Signalen erreicht werden. Der Schutthügel des Steinturms ist heute noch in der Flur Sollerner Äcker sichtbar. Reste eines Holzturms hat die RLK nicht gefunden. Bei seiner Ergrabung wurde ein 5,3 × 4,7 Meter großes Fundament festgestellt. Der Richtungswechsel nach Südosten, den die Rätische Mauer im Schambachtal eingeschlagen hat, endet genau an Wp 15/30. Dort gibt es einen leichten Knick in der Mauer, der den Limesverlauf noch stärker nach Süden korrigiert. Diese Neuausrichtung der Grenzziehung wurde entsprechend auch an der älteren, etwas vorgelagert aufgefundenen Palisade festgestellt. Möglicherweise konnte die RLK dicht vor dem Turm Reste des Flechtzaunes ausmachen, dies war aber schon zum Zeitpunkt der Grabung ungewiss. An der Nordwestflanke des Turms wurde festgestellt, dass die Limesmauer an den Turm angebaut worden ist. |
| Wp 15/31      | „Kochberg“                       | Auf der Höhe des Meßnerberges verlief die südöstlich ausgerichtete Limesmauer nach Wp 15/30 am etwas nördlicher gelegenen Galgenberg vorbei in das Trockental des Tötenackerergrundes. Der Abstieg in dieses Tal ist sehr steil und es haben sich dort keine Spuren des Schuttwalls erhalten. Nur an der östlichen Talsohle ist noch ein kleiner heckenbewachsener Rest zu erkennen. In sehr gutem Zustand zieht sich der Rätische Limes am Osthang des Tötenackerergrundes hinauf zum 495 Meter hohen Kochberg. In diesem schwer zugänglichen Bereich hat sich stellenweise noch die Außenschale des Mauerwerks erhalten. Ebenfalls in einem sehr guten Zustand befindet sich im gleichen Abschnitt der vorgelagerte Palisadengraben. Nach dem steilsten Stück des Anstiegs, im oberen Hangbereich bei rund 470 Höhenmetern, liegt Wp 15/31, dessen Reste sichtbar sind. Der zum Limes hin ausgerichtete Holzturmhügel wurde von der später errichteten Grenzmauer in seinem rückwärtigen Bereich überschnitten. Der etwas südöstlicher gelegene, 6 × 4,7 Meter umfassende Steinturm besitzt zwei Besonderheiten, da sich dessen ebenerdiger Zugang, der bei Limeswachtürmen nur selten zu beobachten ist, nicht wie üblich mittig, an der Turmrückseite befand, sondern seitlich an der Nordwestflanke. Die RLK konnte nachweisen, dass die Limesmauer an beiden Flanken des Steinturms nachträglich angesetzt worden war. Die Turmstelle war bereits 1959 beschriftet. Baatz berichtete 1993, dass sich der Steinturm als hoher Schutthügel erhalten hatte und darin noch das Loch der RLK-Ausgrabung sichtbar war. Von dem Holzturm waren nur „geringen Reste“ erhalten. |
| Wp 15/32      | „Kochberg“                       | Der Limes ist bis Wp 15/32 immer noch stark nach Südosten ausgerichtet und im Gelände deutlich erkennbar. Zusammen mit dem nordwestlichen Wp 15/31 liegt Wp 15/32 am südöstlichen Ansatz eines sich nach Südwesten verjüngenden Sporns des Kochberges. An der Spitze dieses Sporns stößt auf der Talsohle bei rund 395 Höhenmetern der Tötenackerergrund an ein kurzes, schmales und steil ansteigendes Tal, das östlich des rund 470 Meter hoch gelegenen Wachturms Wp 15/32 am Berghang mündet. Die Sicht nach Norden ins Barbaricum war durch die 495 Meter hohe Kuppe des Kochberges, die sich direkt vor dem Turm erhob, nur beschränkt möglich. Bei Wp 15/32 gibt es einen deutlichen Limesknick in östliche Richtung. Der Holzturmhügel wird von der später errichteten Rätischen Mauer überschnitten. In der Ostecke dieses Turmes hatten sich noch Überreste der einstigen Konstruktion ablesen lassen. Südöstlich dieser Stelle wurden durch die RLK drei Steintürme freigelegt, die sicherlich nicht gleichzeitig bestanden. Die genaue Aufmaßung dieser außergewöhnlichen Turmstelle ist nur teilweise überliefert. Ein Turm lag im Limesknick und besaß einen ebenerdigen Eingang mittig in seiner Rückseite. Die später errichtete Rätische Mauer ist an seine Flanken angesetzt worden. In derselben Flucht, direkt hinter diesem Turm, wurde ein offenbar weitgehend abgetragener, zweiter Turm aufgefunden, von dem die RLK nur noch die verlängerte Westecke feststellen konnte. Das möglicherweise jüngste Bauwerk an diesem Platz lag zwischen diesen Steintürmen und dem Holzturmhügel. Dieser dritte Steinturm, 3,2 × 2,8 Meter groß, war nachträglich an die bereits bestehende Limesmauer angebaut worden. Der ebenfalls aufgefundene Palisadengraben liegt etwas vor der Limesmauer und folgt genau deren Richtungswechsel. Schleiermacher schrieb 1959: „Die Trümmer der drei Steintürme sind nicht gut zu erkennen.“ Baatz sah 1993 „einen breiten, mit Gestrüpp bewachsenen Schutthügel.“ |
| Wp 15/33      | „Kochberg“                       | Ab Wp 15/32 wird der Limes bis zu dem heute nicht mehr sichtbaren Wp 15/33 von einem Feldweg überlagert. Dieser Wachturm befindet sich ebenfalls noch am Kochberg, der nach Osten hin sanft abfällt. Von seiner Hanglage aus konnten die Wachmannschaften Sichtverbindung mit den anschließenden Wachtürmen im Westen und Osten halten. Zudem war es möglich, nach Norden die zur Schambach abfallenden Hänge zu beobachten. Nur im Nordwesten wurde die Sicht durch den Kochberg eingeschränkt. Der 4,5 × 3,5 Meter umfassende Steinturm liegt an einem erneuten Knick der Limesmauer, die von diesem Punkt an bis zur Donau in schnurgerader Linie fast genau nach Osten verläuft. |
| Wp 15/34      |                                  | Die Turmstelle wird nur vermutet. |
| Wp 15/35      |                                  | Die Turmstelle wird nur vermutet. |
| Wp 15/36      |                                  | Die Turmstelle wird nur vermutet. |
| Wp 15/37      |                                  | Schleiermacher schrieb 1959: „Der Wp. 15/37 ist erst im neuester Zeit überschüttet und dadurch unsichtbar geworden.“ |
| Wp 15/38      |                                  | Die Turmstelle wird nur vermutet. |
| Wp 15/39      | „Poppenberg“                     | Zwischen Wp 15/34 und Wp 15/39 liegt heute fast durchgehend die Trasse eines Weges über den Limesresten. Der Wachturm Wp 15/39, der auf rund 435 Höhenmetern vor dem 459 Meter hohen Poppenberg errichtet wurde, stand in einer von sanften Hügeln gekennzeichneten Landschaft. Aufgrund seiner Lage war die Sicht nach Norden, ins Freie Germanien, nur eingeschränkt möglich, was dem Limesverlauf geschuldet war, der sich hier schnurgerade und ohne Rücksicht auf topographische Gegebenheiten durch die Gemarkungen zieht. Der Turm wurde aufgefunden. Bereits 1959 war an seinem ehemaligen Standort, nahe einem nach 2010 abgebrochenen Transformatorenhäuschen, nichts mehr zu sehen, was Fischer 2008 erneut bestätigen konnte. |
| Wp 15/40      |                                  | Die Turmstelle wird nur vermutet. |
| Wp 15/41      |                                  | Bis Wp 15/41 ist der Schuttwall des geradlinig nach Osten zur Donau hin verlaufenden Limes immer wieder streckenweise zu beobachten. Bei Wp 15/41 erreicht der Limes den Hienheimer Forst, der sich nördlich der römischen Grenzlinie erstreckt. Zwar gleicht die Landschaft an diesem Punkt der von Wp 15/39, doch fällt der Untergrund ab dem Poppenberg langsam aber stetig zur Donau hin ab. Wp 15/41 liegt bereits auf rund 408 Höhenmetern. Die Sicht nach Norden, über die Reichsgrenze, war bis auf eine Entfernung von rund einem Kilometer gut. Von dem Turm sind heute nur noch spärliche Überreste sichtbar. Schleiermacher schrieb 1959, dass im Jahr 1931 am Anfang des Waldes noch Spuren der Ausgrabung von Wp 15/41 erkennbar waren. Als 1954 der engagierte Limes- und Römerforscher H. Blank, Apotheker in Pleinfeld, den Spuren des Pfahls folgte, gelang es ihm nicht, die Stelle wiederzufinden. Schleiermacher mutmaßte, dass die Turmstelle wie bei Wp 15/37 inzwischen zugeschüttet worden war. Baatz erkannte 1993 wieder „sehr geringen Reste“, was Fischer 2008 bestätigte. Rätische Mauer: Wie heute noch erhalten, so beschrieb auch die Reichs-Limeskommission am Ende des 19. Jahrhunderts den fast zehn Meter breiten Schuttwall der Rätischen Mauer im Hienheimer Forst als gut erkennbar. Ungefähr auf halbem Weg zu Wp 15/42 wurde in den 1970er Jahren ohne archäologische Baubegleitung eine Gasleitung mit schwerem Gerät quer durch diesen Schuttwall gebrochen und die antike Bausubstanz somit an dieser Stelle zerstört. Da ein Essener Unternehmen den Neubau einer weiteren Gasleitung plante, die parallel zur bestehenden errichtet werden sollte, wurde von Juli bis November 2015 eine bauvorgreifende archäologische Maßnahme angesetzt, die zum einen den in den 1970er Jahren entstandenen Schaden kartieren, zum anderen den Zustand der in den unberührten Seitenbereichen der modernen Ausbruchsstelle bestehenden Limesmauer dokumentieren sollte. Hierzu wurden drei Schnitte angelegt. Im Bereich der Leitung war die Mauer bis auf Reste der untersten Lage, die noch erhalten waren, verschwunden. Der Mauerschutt war durch den Druck der Baumaschinen weitgehend nach Süden verschoben worden. Zudem stellten die Ausgräber fest, dass Steinräuber wohl kurz nach dem Bau der Leitung unbeschädigte Steine der Mauerschalen abgetragen und fortgeschafft hatten. An den unberührten Stellen westlich und östlich der Gasleitung war die Limesmauer unter ihrem Schuttwall noch bis zu sechs Steinlagen hoch erhalten. Die Ausgrabung brachte erstmals einige bis dahin unentdeckte Aufschlüsse zu Tage. So wurde ein schmaler Brandhorizont erfasst werden, der wohl von einer Feuerrodung durch die Römer zeugt. Wie Erdverfärbungen dokumentieren, wurde anschließend ein nur wenige Zentimeter tiefer Graben ausgehoben, der für die Fundamentierung gedacht war. Der Aushub dazu fand sich links und rechts des Gräbchens. Über diesem Aushub konnte ein schmaler Streifen aus Mörtel und Kalksteinchen beobachtet werden. Dieser Streifen stellt den Bauhorizont dar: Material, das beim Mauerbau zu Boden fiel. Über dem Bauhorizont lagerte sich anschließend links und rechts der Mauer erneut Erde und verrottendes Pflanzenmaterial ab, bis das Bauwerk zerfiel und sich ein acht Meter breiter Schuttwall bildete. Palisadengraben: Die Untersuchung von 2015 schloss auch den vorgelagerten Palisadengraben ein. Dieser verlief in dem untersuchten Bereich rund sechs Meter nördlich der Mauer und folgte dieser in einem annähernd gleichbleibenden Abstand. Die Römer haben an diesem Platz zunächst einen tiefen Graben ausgehoben, anschließend wurde dort eine Holzkonstruktion eingebaut, die aus mit Balken verschalten Pfosten bestand. Die aneinandergereihten Pfosten haben einen Abstand von 20 bis 30 Zentimetern (1 römischer Fuß = 29,9 cm) voneinander. Sowohl an ihrer nordseitigen Front Richtung Barbaricum, als auch an ihrer Schauseite auf römischen Boden waren die Pfosten mit längs liegenden bearbeiteten Balken aus verschiedenen Holzarten verbunden. Es ist möglich, dass diese Konstruktion durch Stützpfosten stabilisiert wurde. Einen möglichen Stützpfosten deckten die Ausgräber in einem der Schnitte auf. Er befand sich 1,80 Meter südlich der Palisade und war nach dem Befund schräg in Richtung der Holzkonstruktion orientiert. |
| Wp 15/42      | „Dürrschlag“                     | Dieser Wachposten, in der Gemarkung Dürrschlag am Rand des sich nach Osten, zur Donau hin öffnenden Teutschtals gelegen, wurde ebenfalls von der RLK aufgenommen. Sein Standort liegt knapp über 405 Höhenmeter. Kurz nach Wp 15/41 wird der Schuttwall des Limes gut sichtbar und zieht an Wp 15/42 vorbei. Der Holzturmgraben ist deutlich sichtbar. Die RLK konnte von dem einstigen Turm noch die Löcher der vier tragenden rechteckigen Pfosten in den vier Turmecken feststellen. Auf der rückwärtigen Südseite hatte sich teils sogar noch ein verbindender Querbalken im Boden abgezeichnet. Der jüngere, 5,5 × 4,6 Meter große Steinturm liegt rund 10 m südöstlich des Holzturms. Auch er wurde nachträglich in die Limesmauer eingebunden. Heute ist an dieser Stelle ein großer Schutthügel erhalten. Die Palisade fand sich nördlich der Holzturmstelle und verläuft parallel zur Rätischen Mauer. |
| Wp 15/43      | „Teutschtal“ („Stieber“)         | Auch in diesem Bereich lässt sich die Teufelsmauer gut erkennen. Auf dem Weg abwärts zum 396 Meter hoch gelegenen Schutthügel des Wp 15/43 in der Gemarkung Stieber finden sich auf dem ehemaligen römischen Reichsgebiet den Limes entlang flache Bodenmulden, aus denen möglicherweise das Steinmaterial für den Mauerbau geborgen wurde. Aufgefunden wurde ein 6,5 × 5,6 Meter großer Steinturm, der als einziger erhaltener Posten seiner Art auf dieser Strecke frei hinter der Mauer stand und offenbar einen etwas seitlich versetzten Eingang an seiner Rückseite besaß. Über die Ursachen von Normabweichungen am Limes und über die zeitlichen und baulichen Einzelheiten an den einzelnen Turmstellen ist in der Regel nichts bekannt. Das ORL vermerkt an diesem Platz keinen Holzturmhügel. Auch über den Palisadenverlauf ist hier nichts bekannt. Der Archäologe Dietwulf Baatz traf an dieser Stelle 1993 einen „etwas zerwühlten Steinturmhügel“ an. Der Landschaftspflegeverband Kelheim beschloss im Zuge der Ernennung des Limes zum Welterbe 2005 die Restaurierung und Instandsetzung der Fundamente von Wp 15/43 und dem nachfolgenden Wp 15/44. Dafür wurden 18.000 Euro veranschlagt. Die Finanzierung wollte die Stadt Neustadt, der Landkreis Kelheim und das Bayerische Landesdenkmalamt sicherstellen. Der voraussichtliche Abschluss dieser Maßnahme war für 2009 geplant. |
| Wp 15/44      | „Lacke“                          | Bei rund 375 Höhenmetern befindet sich Wp 15/44 nahe der nördlich gelegenen Taubenlacke, einem kleinen, sumpfigen Areal im ehemaligen Grenzvorfeld. Der Schuttwall des nach Osten ziehenden Limes ist in diesem Bereich gut zu erkennen. Vom Holzturmhügel zeichnet sich noch der Ringgraben ab, der in seinem nördlichen Bereich von der Mauer überschnitten wird. Westlich dieser Turmstelle wurde der 4,68 × 4,4 Meter große Steinturm errichtet, an dessen Flanken die jüngere Rätische Mauer ansetzt. Bei Wp 15/44 sollen auch Reste des Palisadengrabens sichtbar sein. Schleiermacher schrieb 1959: „Kurz vor dem Waldausgang ist der noch 1 m hohe renovierte Turmrest von Wp. 15/44 schon von weitem sichtbar. Eine Hecke am Waldrand (nördlich) gibt den weiteren Verlauf des Limes an.“ Seit dieser Zeit ist der Turm nicht mehr restauriert worden und hat dramatisch an Substanz verloren. Bereits 1983 sprachen die Archäologen Günter Ulbert und Fischer davon, dass die Turmstelle wieder verfallen sei. Im Jahr 1993 beurteilte Baatz das Denkmal für „etwas zerfallen“. Wie Fischer im Jahr 2008 feststellte, hatte sich an der inzwischen dramatischen Situation des Denkmals nichts geändert. Als Gegenmaßnahme wollte der Landschaftspflegeverband Kelheim bereits im Zuge der Ernennung des Limes zum Welterbe 2005 die Restaurierung und Instandsetzung der Fundamente von Wp 15/44 vorantreiben und hatte einen entsprechenden Entschluss vorgelegt. Die Finanzierung wollte die Stadt Neustadt, der Landkreis Kelheim und das Bayerische Landesdenkmalamt sicherstellen. Der voraussichtliche Abschluss der Restaurierung war für 2009 geplant. Geschehen ist bis 2017 außer der weiter fortschreitenden Zerstörung der Turmstelle nichts. |
| Wp 15/45 = KK | „Kleinkastell Hienheim“          | → Hauptartikel : Kleinkastell Hienheim [ 49 ] |

## Denkmalschutz
Das Kleinkastell am Hinteren Seeberg und die erwähnten Anlagen sind geschützt als eingetragene Bodendenkmale im Sinne des Bayerischen Denkmalschutzgesetzes (BayDSchG). Nachforschungen und gezieltes Sammeln von Funden sind erlaubnispflichtig, Zufallsfunde sind den Denkmalbehörden anzuzeigen.